# Georges Bernanos
Georges Bernanos (París, 20 de febrero de 1888-Neuilly-sur-Seine, 5 de julio de 1948) fue un novelista, ensayista y dramaturgo francés. En su primera novela, Bajo el sol de Satán (1926), ya están patentes sus preocupaciones religiosas. Bernanos ahonda en la psicología del hombre donde tiene lugar el enfrentamiento entre el bien y el mal, la fe y la desesperación. Publicó, entre otros títulos, La alegría, Los grandes cementerios bajo la luna y Diario de un cura rural (1936).

## Trayectoria
Se reveló tardíamente en el mundo literario con su novela Sous le soleil de Satan (Bajo el sol de Satanás), 1926, que le valió la notoriedad y la independencia económica para llevar adelante su carrera de escritor. A esta novela seguirán de cerca L'Imposture (La impostura), 1927, La Joie (La alegría), premio Fémina 1929, y en 1936 su obra maestra Journal d'un Curé de Campagne (Diario de un cura rural). Poco antes de la II Guerra mundial emigró a Brasil, donde vivió en la ciudad de Barbacena, para volver a Francia en 1945, donde murió en 1948. Estos últimos años de su existencia ven la aparición de la última de sus novelas, Monsieur Ouine (escrita en Brasil en 1943 y publicada en Francia en 1947).
Pero Bernanos se caracteriza sobre todo por su intensa actividad de conferenciante, ensayista y panfletario, como en Les Grands Cimetieres sous la lune (Los grandes cementerios bajo la luna), 1938, libro generoso con la República española, cercada por una parte de Europa, y en el que denuncia las matanzas fascistas producidas en la isla de Mallorca durante la guerra civil, Lettre aux Anglais (Carta a los Ingleses), 1942, Écrits de combat (Escritos de combate), 1942-43-44.
Sin embargo, el 18 de julio de 1936 reside en Palma de Mallorca con su familia. Su casa en El Terreno se convierte en sede de la oficina de prensa de Falange Española. Su hijo Yves deviene en un precoz militante falangista, integrado en la escuadra que dirige el falangista Néstor Gallego. Yves llegaría a combatir junto a los falangistas en el frente de Porto Cristo (agosto-septiembre de 1936) contra el desembarco republicano. De hecho, el propio Georges Bernanos mantiene una relación cordial con el jefe territorial de la Falange mallorquina, Alfonso de Zayas y de Bobadilla.
Por lo demás, Diálogos de carmelitas es su única obra dramática, basada en un argumento de Gertrud von le Fort, donde Bernanos muestra extraordinarias dotes para el género teatral en un tema un tanto discursivo, pero de una fuerte tensión dramática. Esta obra se estrenó en 1952, con posterioridad a la muerte del autor.
Cuando Bernanos se percató de que su final estaba muy próximo, exclamó: «¡Qué dicha nos espera a los dos!», confiado en que la muerte significaba la realización de su gran deseo de reunirse con su madre «para disfrutar de una vida eternamente feliz en su compañía, conforme lo tenían ambos hablado».

## Pensamiento
Bernanos se vincula con una visión trágica del cristianismo semejante a la de François Mauriac y Graham Greene, que trata de dar una respuesta de fe al tema esencial en la literatura contemporánea de las relaciones del hombre con el mundo. Visión trágica del cristianismo  no es así porque todos ellos insisten en el aspecto desgarrador de la doble postulación baudelairiana del hombre «hacia Dios y hacia Satanás». Pero mientras que en Mauriac la lucha entre el pecado y la gracia, entre el bien y el mal, se libraba en el campo interior del corazón humano, en Bernanos el combate se entabla muchas veces a escala cósmica con intervenciones de lo sobrenatural en el ambiente cotidiano y vulgar de los grises pueblos franceses. Y grises son también, humanamente hablando, sus personajes: el abate Donissan de Bajo el sol de Satanás o el cura d'Ambricourt de Diario de un cura rural esconden bajo su rudeza, bajo su debilidad física, una trágica grandeza y una auténtica santidad. Frente a ellos, con el abate Cénabre de La impostura Bernanos es el novelista del sacerdote que ha renegado secretamente de Dios y que cumple todos los días los gestos de su sacerdocio, representa el polo opuesto. De la misma manera que a la pura y radiante figura de la niña Chantal de Clergerie se contraponen los negros perfiles de la perversa Mouchette. 
Bernanos es un pesimista pintor de extremos; tanto el cura d'Ambricourt —cuyas últimas palabras son «Todo es gracia»— como el impostor abate Cénabre —que muere recitando el padrenuestro «con voz sobrehumana»— llevan el combate hasta sus últimas consecuencias. Pero, sean santos o presas de Satanás, hay en todos ellos, según él, una dimensión religiosa, pues «hasta en la blasfemia hay algo de amor a Dios». Mientras que lo estéril, lo desesperanzador, lo que nunca será tocado por la gracia son las almas tibias, cómodamente encerradas en su egoísmo, en su orgullo o en su indiferencia. En este sentido el panfletario prolonga al novelista y su voz ruda y airada (muy semejante en tantos aspectos a la de León Bloy) denuncia apasionadamente la mediocridad y la falsa buena conciencia en todos sus aspectos. No obstante el vigor de su estilo alucinado, al pasar al campo de la polémica se descentra frecuentemente y hace que la censura justa y el rasgo incisivo desemboquen en violencias verbales exageradas. Jansenista en cuanto al sentimiento, Bernanos se deja arrastrar en su solitario combate por el caudal de su elocuencia. Con todo, su obra es uno de los más vigorosos testimonios de la literatura contemporánea.

## Obras

### Novelas
- Sous le soleil de Satan, 1926. Bajo el sol de Satanás, Cátedra, 1990.
- L'Imposture, Plon, 1927.
- La Joie, , 1928; Plon, 1929.
- Un crime, Plon, 1935.
- Journal d'un curé de campagne, 1935-36. Diario de un cura rural, Encuentro, 1999.
- Nouvelle Histoire de Mouchette, Paris, Plon, 1937.
- Monsieur Ouine, Río de Janeiro, 1943; Paris, Plon, 1946; reed. Le Castor Astral, 2008.
- Un mauvais rêve, Paris, Plon, 1950.

### Teatro
- Dialogues des Carmélites, Paris, Seuil, 1949. Diálogos de carmelitas, Encuentro, 1989

### Ensayos y escritos combativos
- La Grande Peur des bien-pensants, Paris, Grasset, 1931.
- Les Grands Cimetières sous la lune, 1938; Le Castor Astral, 2008. Los grandes cementerios bajo la luna', Lumen, 2009.
- Scandale de la vérité, Gallimard, Paris, 1939. Scandalo della verità (Logos, Roma, traduzione di Luigi Castiglione)
- Lettre aux Anglais Río de Janeiro, Atlantica editora. 1942.
- La France contre les robots, Río de Janeiro, 1944, luego en Laffont, 1947. Francia contra los robots, Nuevo Inicio, Granada, 2018.
- Le Chemin de la Croix-des-Âmes, Río de Janeiro de 1943-1945, 4 vols, luego en Gallimard, 1948; aumentado en París, Le Rocher, 1987.
- Français, si vous saviez..., artículos 1945-1948), Paris, Gallimard, 1961.
- Brésil, terre d'amitié, cartas y textos sobre Brasil , Paris, La Table Ronde, 2009.
- Les Enfants humiliés, Gallimard, 1949. Verrà il Vendicatore (Roma, Logos)
- La liberté, pour quoi faire? Gallimard, 1953.
- Le crépuscules des vieux, textos 1909-1939 sobre su obra y su entorno, Gallimard, NRF, 1956.
- Escritos inéditos en torno a la guerra civil española, Nuevo Inicio, Granada, 2019

### Recopilación
- Romans y Dialogues des Carmélites, Paris, La Pléiade, 1961.
- Essais et écrits de combat, tomo I, Paris, La Pléiade, 1971.
- Essais et écrits de combat, tomo II, Paris, La Pléiade, 1995.

### Correspondencia
- Le combat pour la vérité. tomo I (1904-1934), Paris, Plon, 1971.
- Le combat pour la vérité. tomo II (1934-1948), Paris, Plon, 1971.
- Lettres retrouvées. tomo III (1904-1948), Paris, Plon, 1983.

### Charlas y fragmentos
- Santo Domingo, Nuevo Inicio, Granada, 2016.
- "La predicación de un ateo en la fiesta de Santa Teresa de Lisieux", en Georges Bernanos: Reforma y conversión, Nuevo Inicio, Granada, 2017.
- "Un fragmento sobre Martín Lutero", en Georges Bernanos: Reforma y conversión, Nuevo Inicio, Granada, 2017.
- Juana, relapsa y santa, Nuevo Inicio, 2019.
- "Nuestros amigos los santos", en De los santos y de la santidad, Nuevo Inicio, Granada, 2019.